# Scorpiopsis
Scorpiopsis is een geslacht van vlinders van de familie sikkelmotten (Oecophoridae), uit de onderfamilie Oecophorinae.

## Soorten
- S. diplaneta Meyrick, 1930
- S. exanthistis Meyrick, 1930
- S. pyrobola (Meyrick, 1886)
- S. rhodoglauca Meyrick, 1930